# Rade de Brest
La rade de Brest est une grande baie de 180 km2 située dans le Finistère en Bretagne (France). Elle est reliée à l'océan Atlantique, nommé ici la mer d'Iroise, par un passage de 1,8 km de large appelé le goulet de Brest.
Ce très grand plan d'eau est navigable toute l'année.

## Géographie

### Présentation géographique d'ensemble

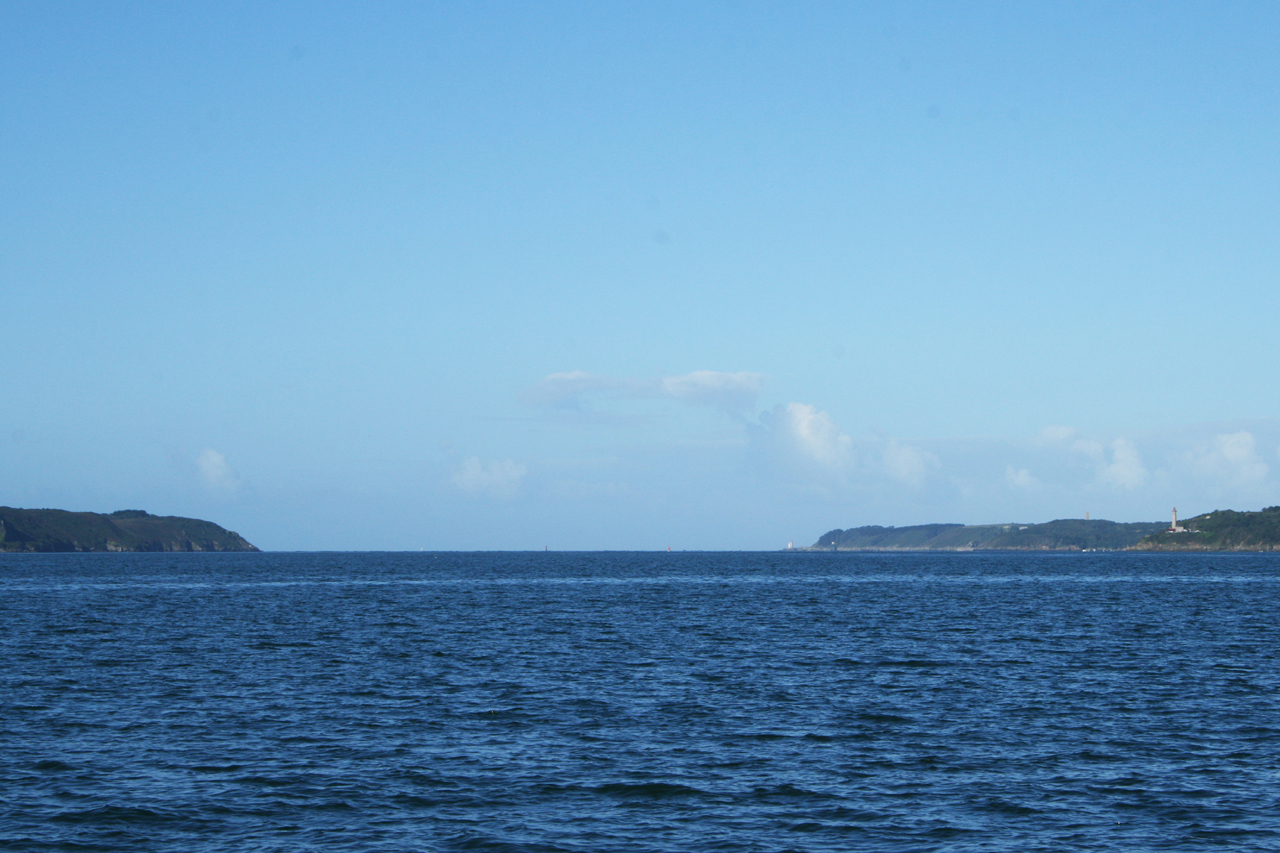
Le goulet de Brest.
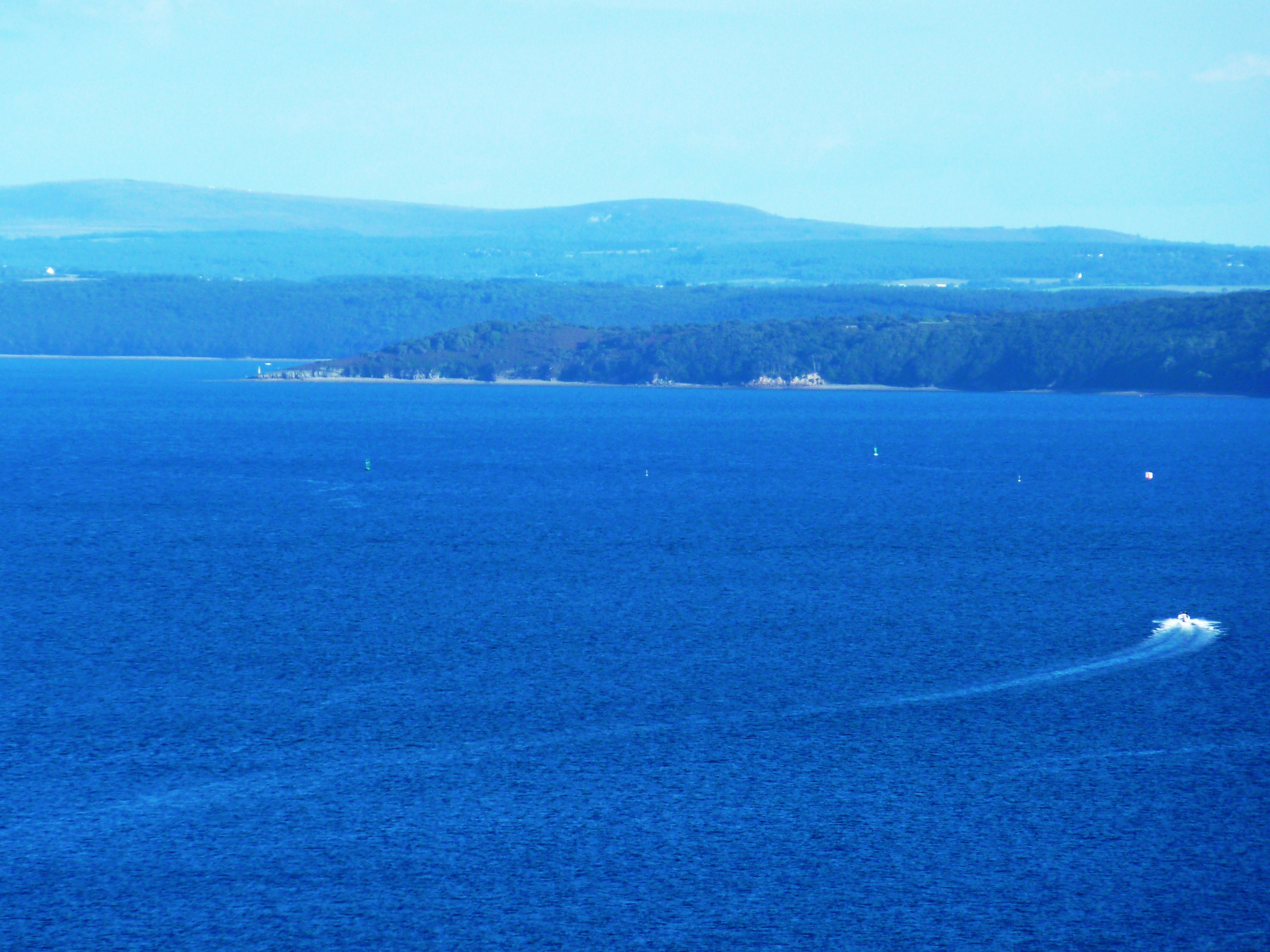
La partie sud de la rade de Brest, Landévennec et le Ménez-Hom vu de la pointe des Espagnols.

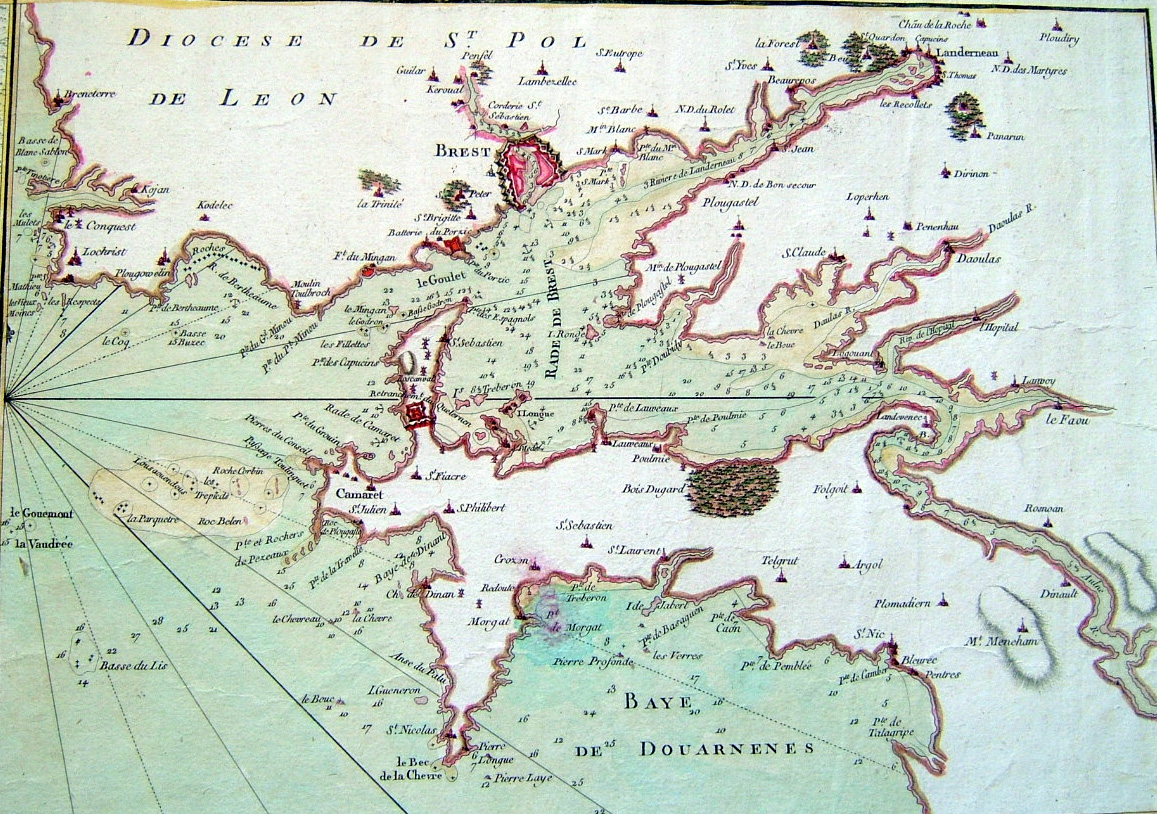
Plan de la rade de Brest en 1779.

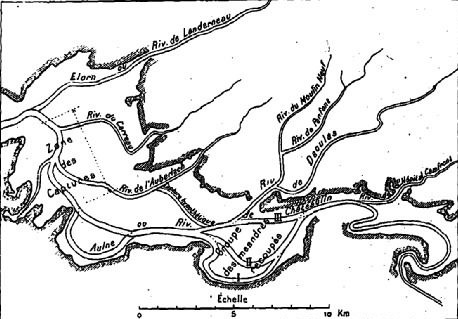
Les anciens méandres de l'Aulne sous les eaux de la rade de Brest.

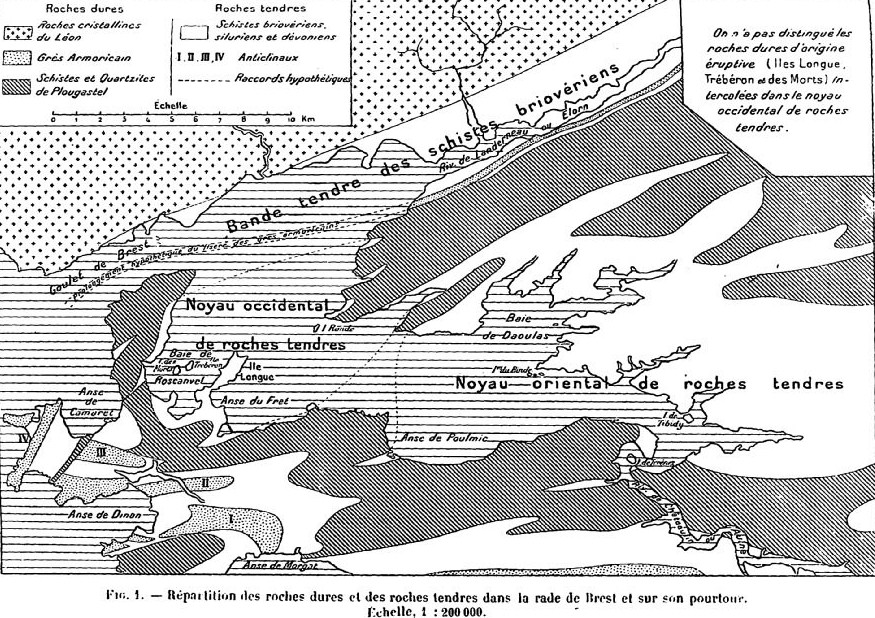
Carte géologique de la rade de Brest.

La rade de Brest, accessible aux navires de grand tonnage en raison de sa profondeur, est un vaste plan d'eau abrité des tempêtes de l'océan Atlantique grâce à la presqu'île de Roscanvel qui isole la rade de l'Atlantique, ne laissant qu'un passage relativement étroit (1,8 km), le goulet de Brest, entre la pointe des Espagnols et la côte Léonarde (côte nord) de la rade.
La rade est très découpée ; plusieurs presqu'îles la pénètrent ou la limitent : la presqu'île de Plougastel, la presqu'île de Logonna, la presqu'île de Landévennec, la presqu'île de l'île Longue (ancienne île, transformé en presqu'île par l'homme), la presqu'île de Roscanvel, qui se terminent par des pointes offrant de beaux points de vue sur la rade : pointe du Portzic, pointe de l'Armorique, pointe du Bindy, pointe de Poulmic et pointe des Espagnols.
Le relief, y compris sous-marin, de la rade de Brest a été longuement décrit par le géographe Antoine Vacher et correspond en partie à la moitié aval de la vallée de l'Aulne désormais ennoyée depuis la remontée du niveau de la mer postérieur à la glaciation de Würm et dont on retrouve les méandres sous-marins, les cours d'eau se jetant dans la rade de Brest étant alors tous des affluents de l'Aulne. Le haut fond du banc du Capelan, à hauteur de L'Hôpital-Camfrout correspond par exemple au lobe immergé d'un ancien méandre et la presqu'île de Landévennec au lobe à demi immergé d'un autre.

### Îles à l'intérieur de la rade de Brest
La rade abrite plusieurs îles, notamment :
- commune de Plougastel-Daoulas :
  - Île Ronde

- commune de Logonna-Daoulas :
  - Île de la pointe du Château
  - Îles du Bindy

- commune de L'Hôpital-Camfrout :
  - Île de Tibidy

- commune de Rosnoën :
  - Île d'Arun
  - Île de Térénez

- commune de Crozon :
  - Île Longue
  - Île du Renard
  - Île Trébéron
  - Île des Morts
  - Île Perdue

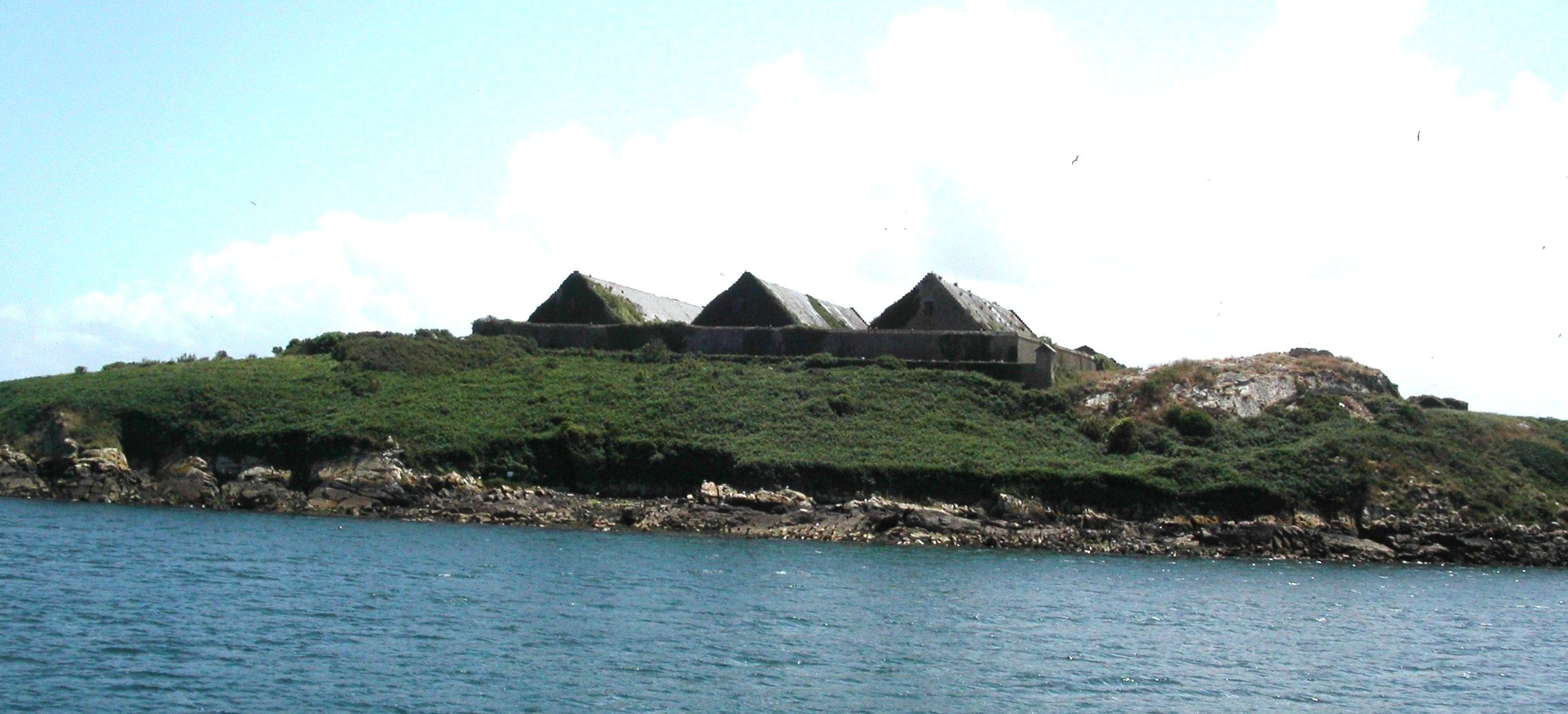
L'île des Morts.
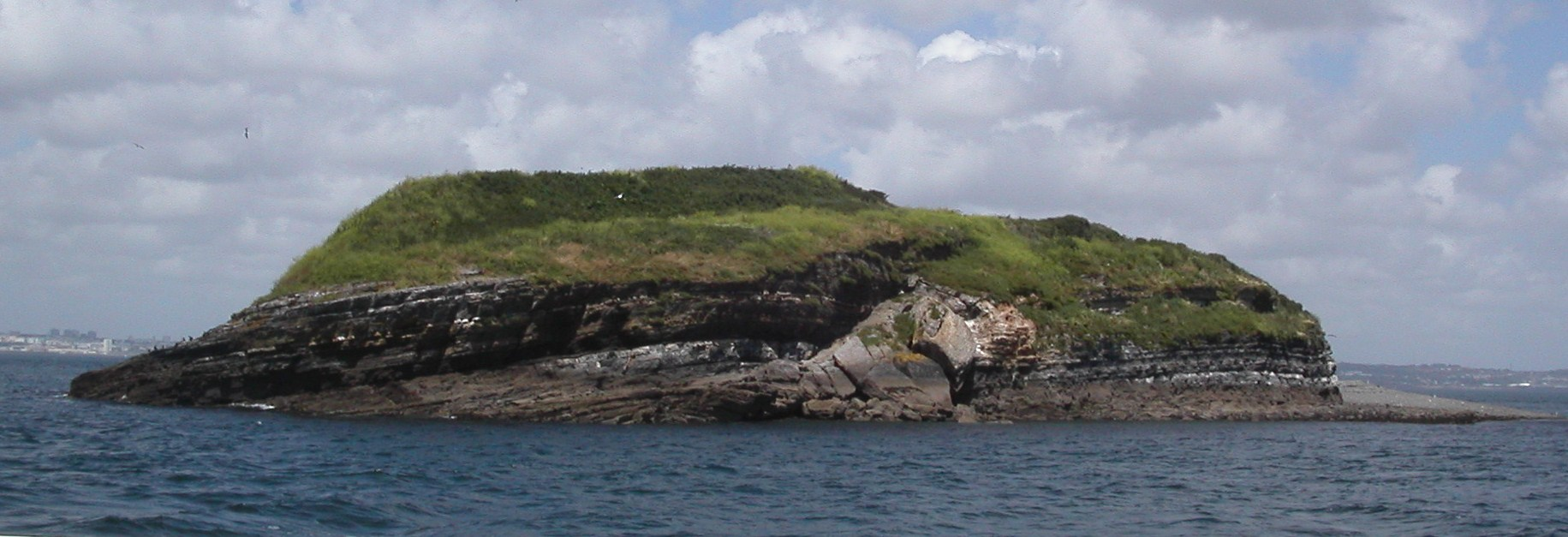
L'île Ronde.
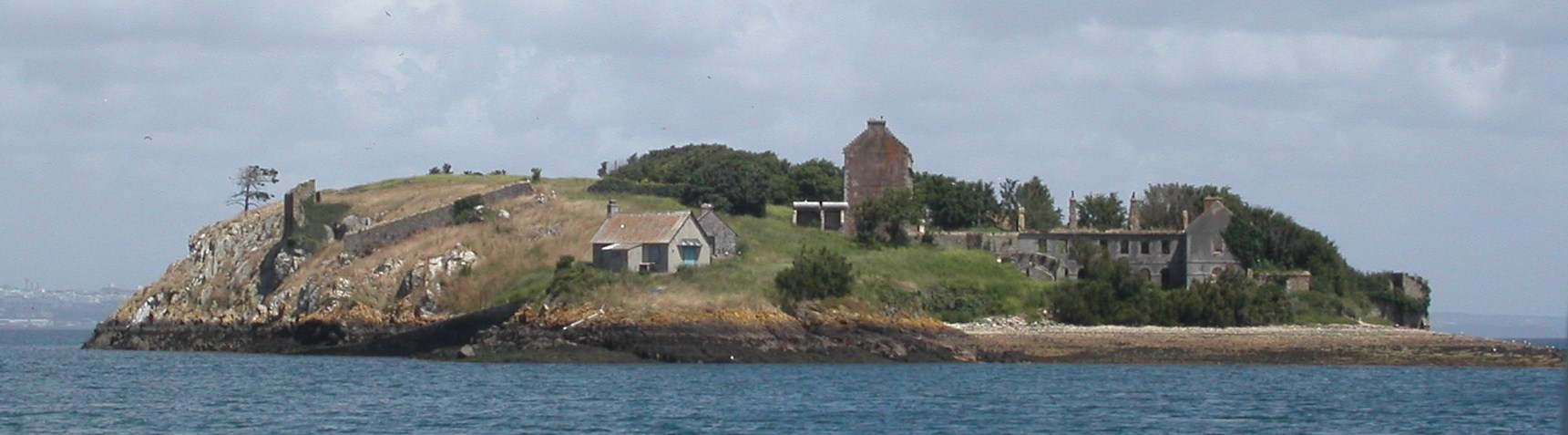
L'île Trébéron.
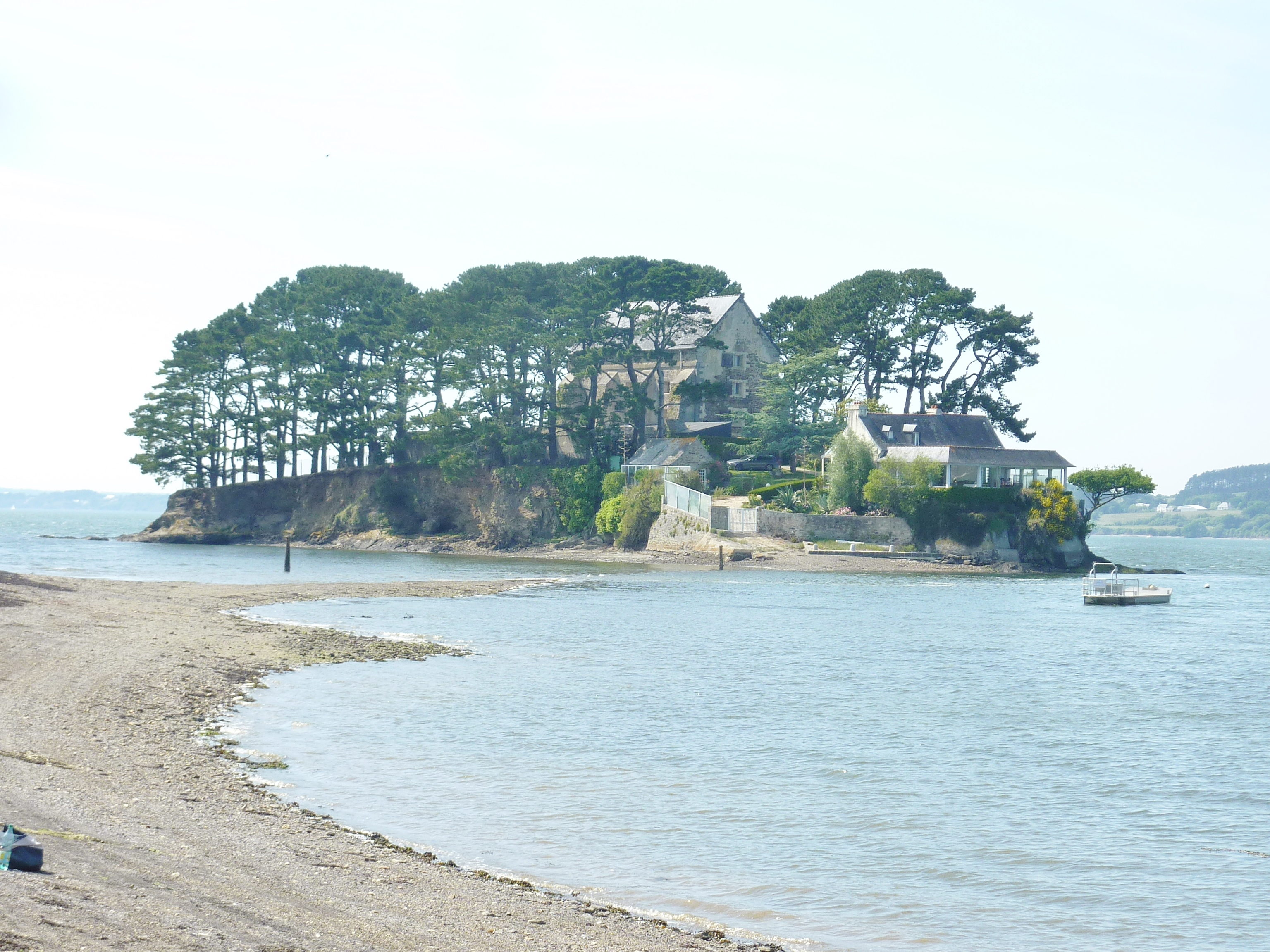
L'île d'Arun.

Deux anciennes îles sont devenues des presqu'îles en raison des travaux réalisés par l'homme pour les relier par un isthme artificiel au continent : l'île Longue et l'île de Tibidy.

### Fleuves et rivières se jetant dans la rade de Brest

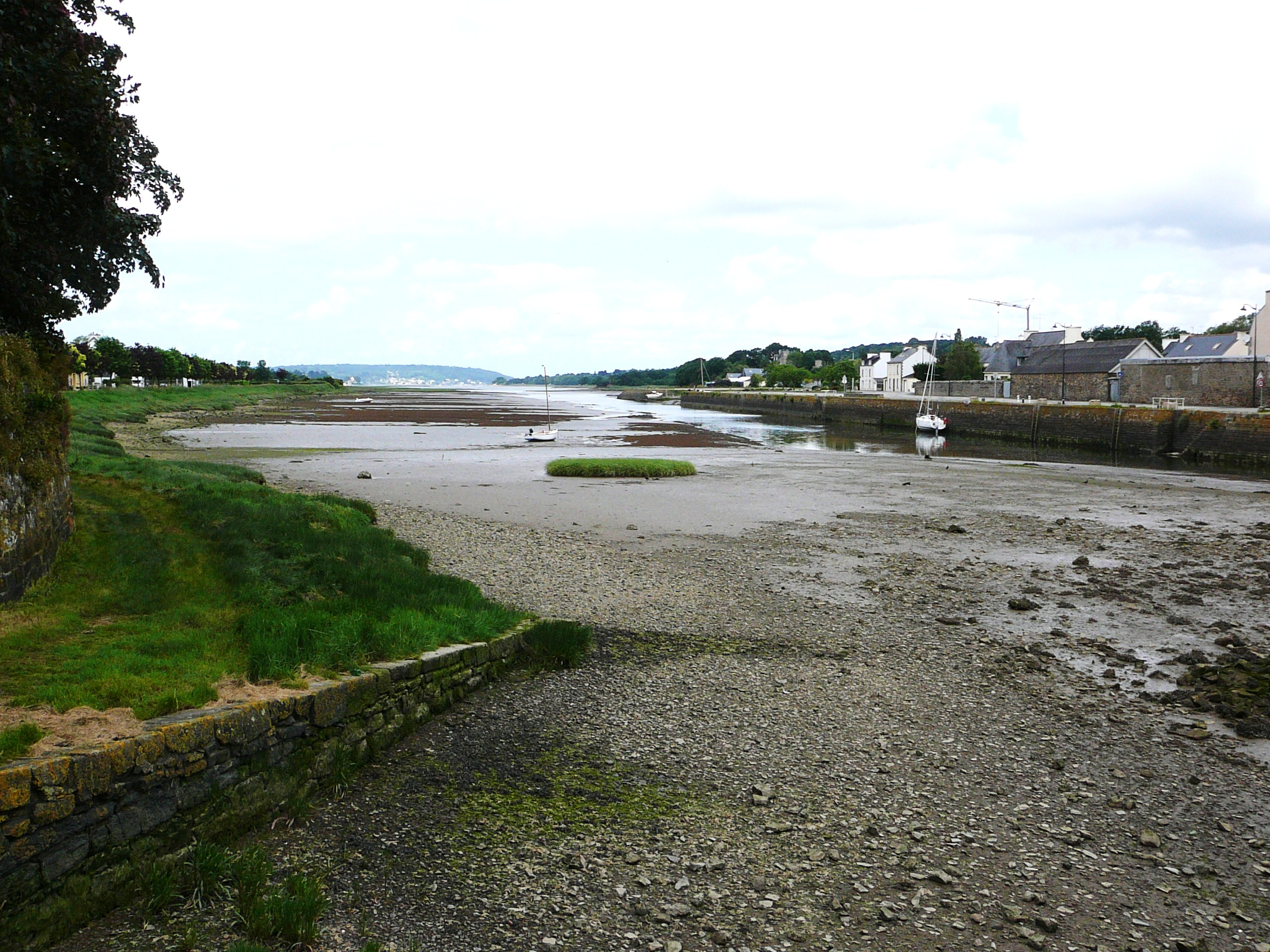
La rivière du Faou à marée basse.
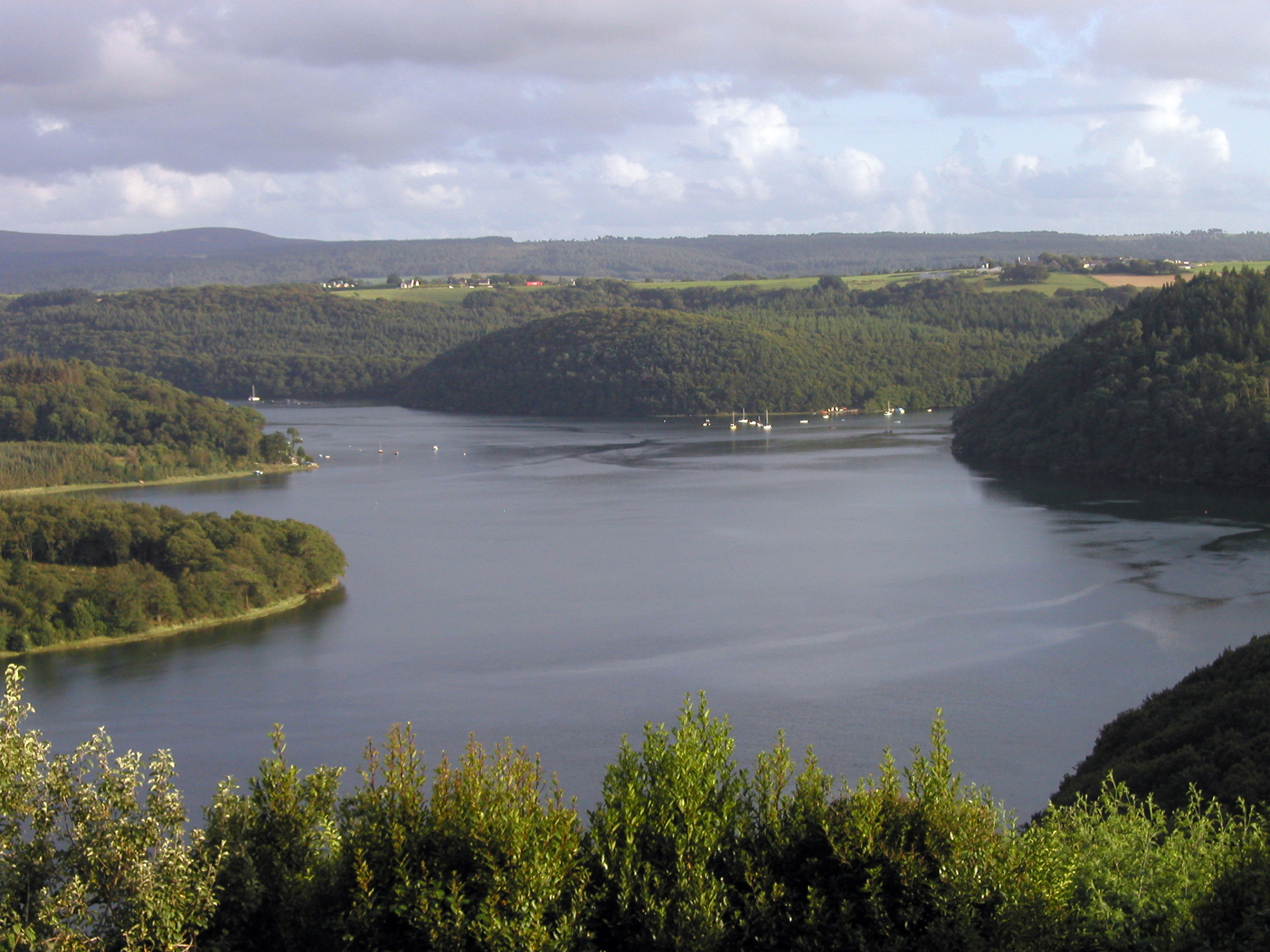
Fond de la rade de Brest, depuis Landévennec.

La rade est une immense ria : elle correspond à un réseau de paléo-vallées (en) ayant été creusées (en) lors de périodes froides (notamment au Pléistocène supérieur entre 8 000 et 120 000 ans) puis ennoyées lors de la remontée marine postglaciaire. La genèse de la rade débute à la fin de l'Oligocène, où un cours d'eau évoluant dans le goulet par érosion régressive capte les cours de deux fleuves côtiers, l'Élorn (bassin nord de la rade) et l'Aulne (bassin sud de la rade) dont les chenaux incisent respectivement le plateau léonard et le bassin de Châteaulin. La morphologie de la rade découle principalement de la présence de ces deux paléo-chenaux qui confluent au niveau de l'embouchure de la Penfeld (dans le port de Brest) et qui ont leur exutoire en mer au niveau du goulet.
En raison de la remontée du niveau des mers après les dernières glaciations quaternaires, les cours d'eau, même les plus modestes, ont de larges et profonds estuaires dénommés rias ou abers, pénétrant profondément à l'intérieur des terres, les parties aval des anciennes vallées ayant été envahies par la mer lors de la montée des eaux consécutive au réchauffement climatique post-glaciaire : c'est ainsi que Landerneau, Daoulas, Le Faou, Châteaulin sont ou ont été des ports de mer et qu'aujourd'hui encore, l'influence des marées se fait sentir jusqu'au niveau de ces localités (sauf pour Châteaulin sur l'Aulne où l'aménagement de l'écluse de Guily-Glas à Port-Launay a justement été fait pour l'éviter). Le port de Brest est né dans la ria de la Penfeld, profitant lui aussi du tirant d'eau important malgré la modestie de ce petit fleuve côtier. Ce n'est qu'à partir du Second Empire que progressivement le port s'est étendu en rade de Brest.
Les principaux fleuves se jetant dans la rade sont :
- la Penfeld ;
- l'Élorn ;
- la rivière de Daoulas ;
- le Camfrout
- l'Aulne ;
- la Rivière du Faou.

Des ouvrages d'art importants ont été nécessaires pour franchir ces rias :
- sur l'Élorn, le pont de Plougastel, construit en 1929[4] et baptisé pont Albert-Louppe et désormais le pont de l'Iroise pour relier Brest (Le Relecq-Kerhuon) à Plougastel-Daoulas,
- sur l'Aulne, les ponts successifs de Térénez.

À vol d'oiseau, Brest est à peine à une vingtaine de kilomètres de Crozon, mais par la route à une soixantaine de kilomètres en raison du détour par Le Faou qui est nécessaire pour relier les deux villes par la route. Quelques liaisons maritimes « transrade » existent, reliant Brest au Fret.

## Importance stratégique
Depuis de nombreux siècles, Brest est un important port militaire. Ainsi, la rade de Brest possède de nombreuses installations militaires, telles que :
- l'arsenal de Brest, au nord de la rade ;
- la base opérationnelle (base sous-marine) de l’île Longue, au sud-ouest ;
- l'École navale et le groupement des écoles du Poulmic, à Lanvéoc ;
- le cimetière des navires de Landévennec.

On y trouve également nombre de vestiges de fortifications militaires et de vestiges des siècles derniers, comme les forts du Portzic, de la pointe des Espagnols, de la pointe de Lanvéoc, de la pointe de l'Armorique, de la pointe du Corbeau, les ducs d'Albe près de la pointe de l'Armorique et ceux qui ont servi de support à la construction de l'appontement pétrolier de Lanvéoc, la ligne de fortifications de Quélern…

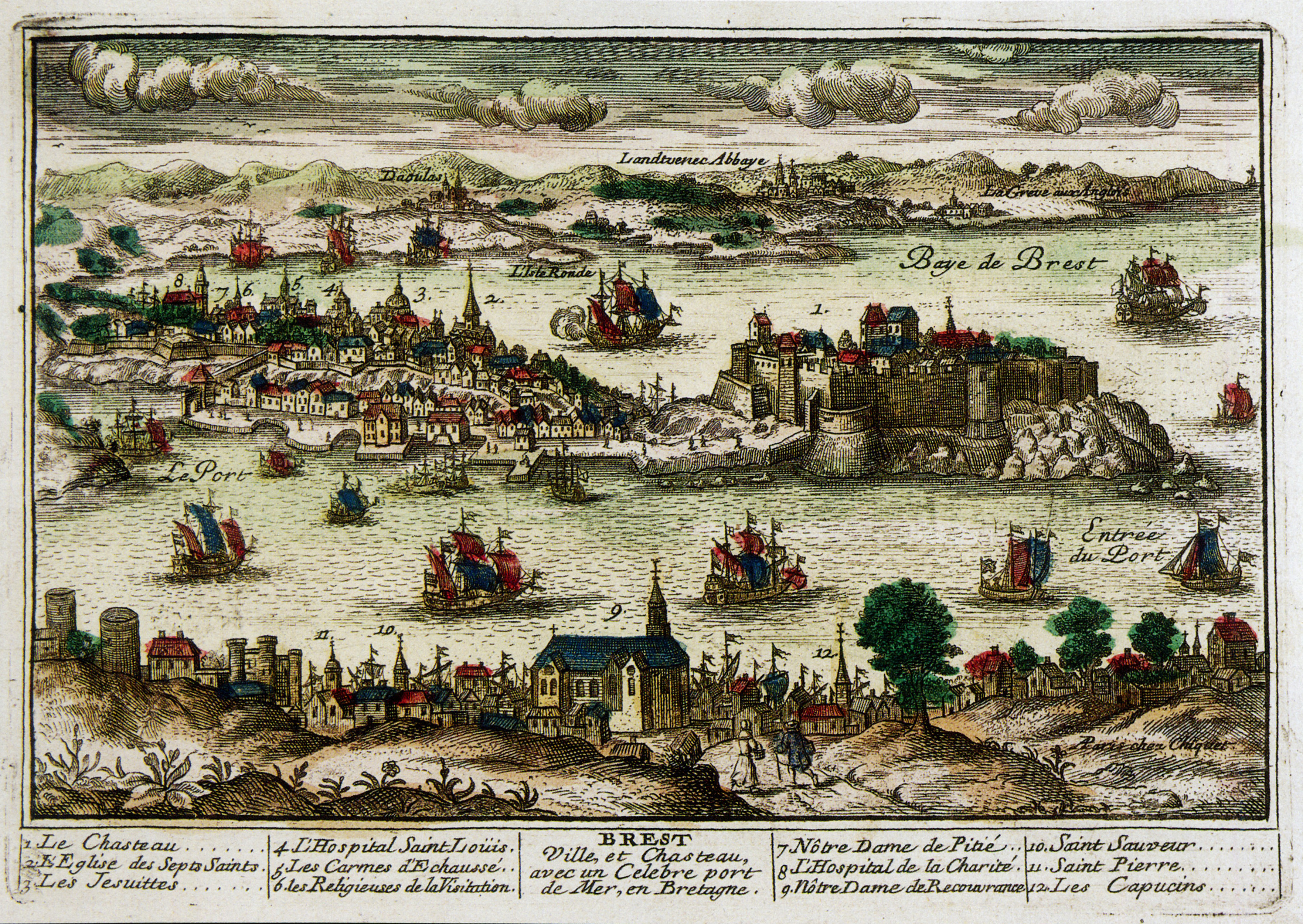
Vue cavalière de Brest et de sa rade au XVIIe siècle.
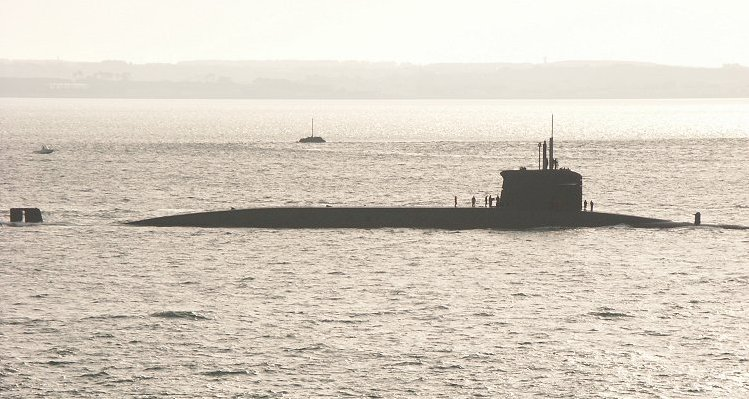
Le sous-marin nucléaire L'Inflexible sortant de la rade de Brest.
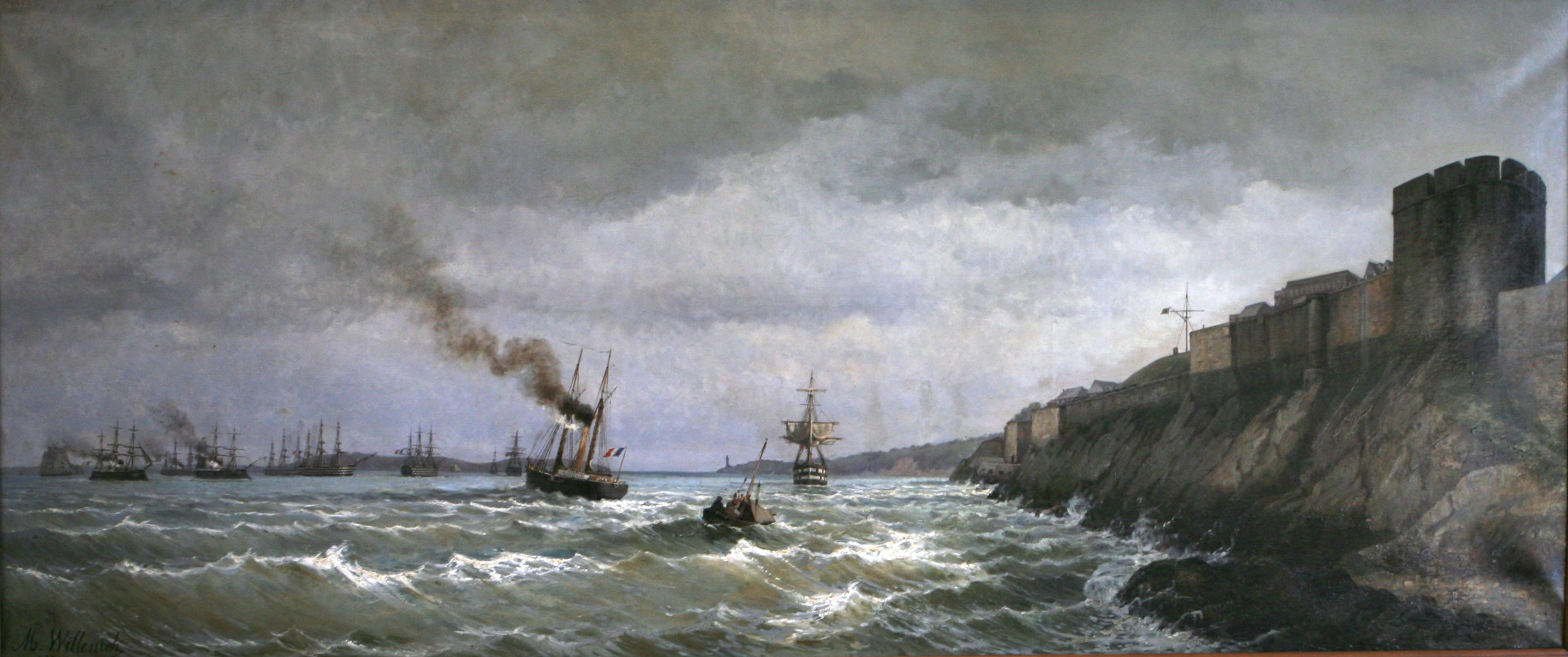
La rade de Brest et l'escadre cuirassée tableau de Michel Willenich.
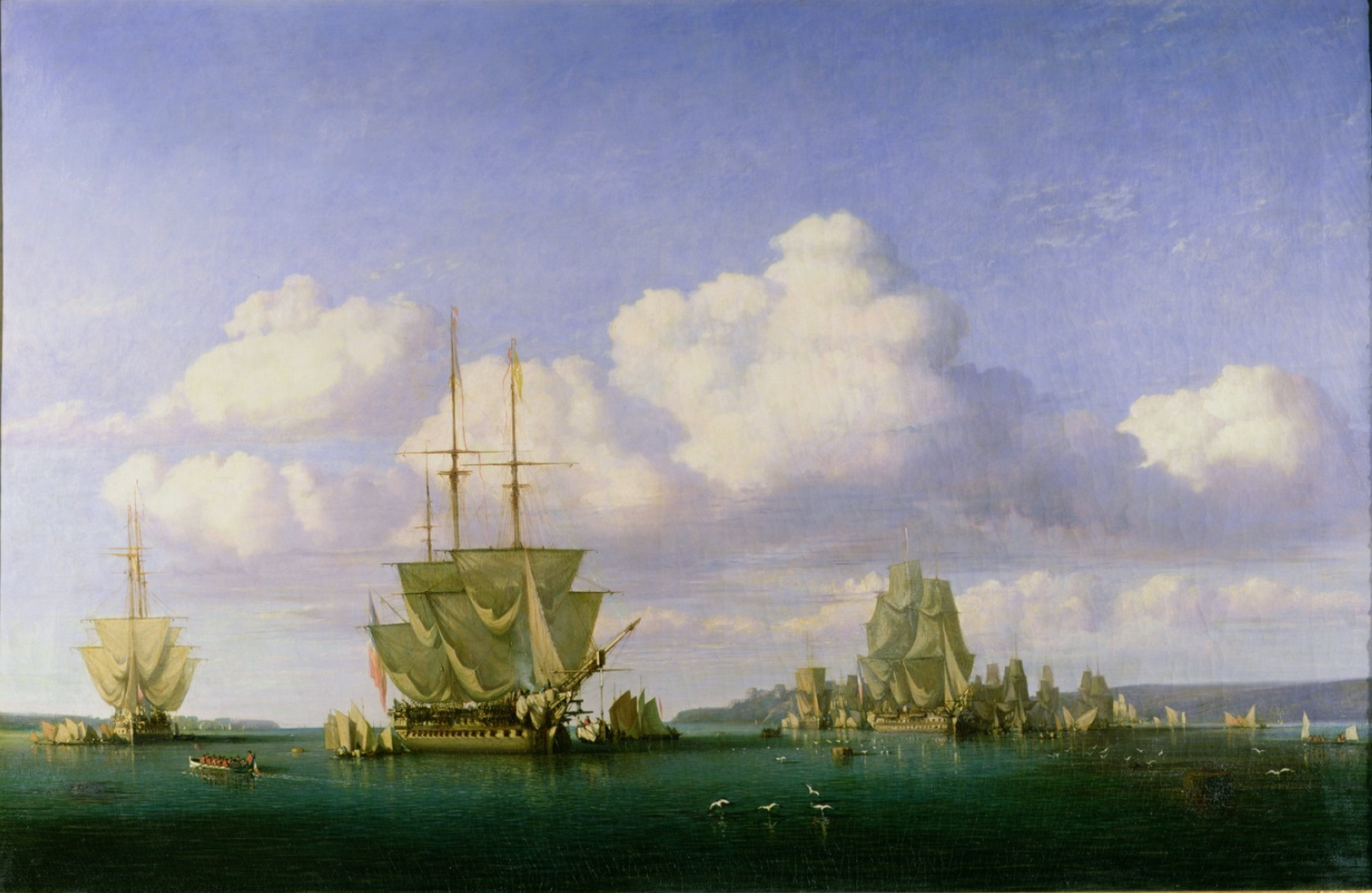
Jules Noël : La Rade de Brest par temps calme (1844, musée des beaux-arts de Nantes).
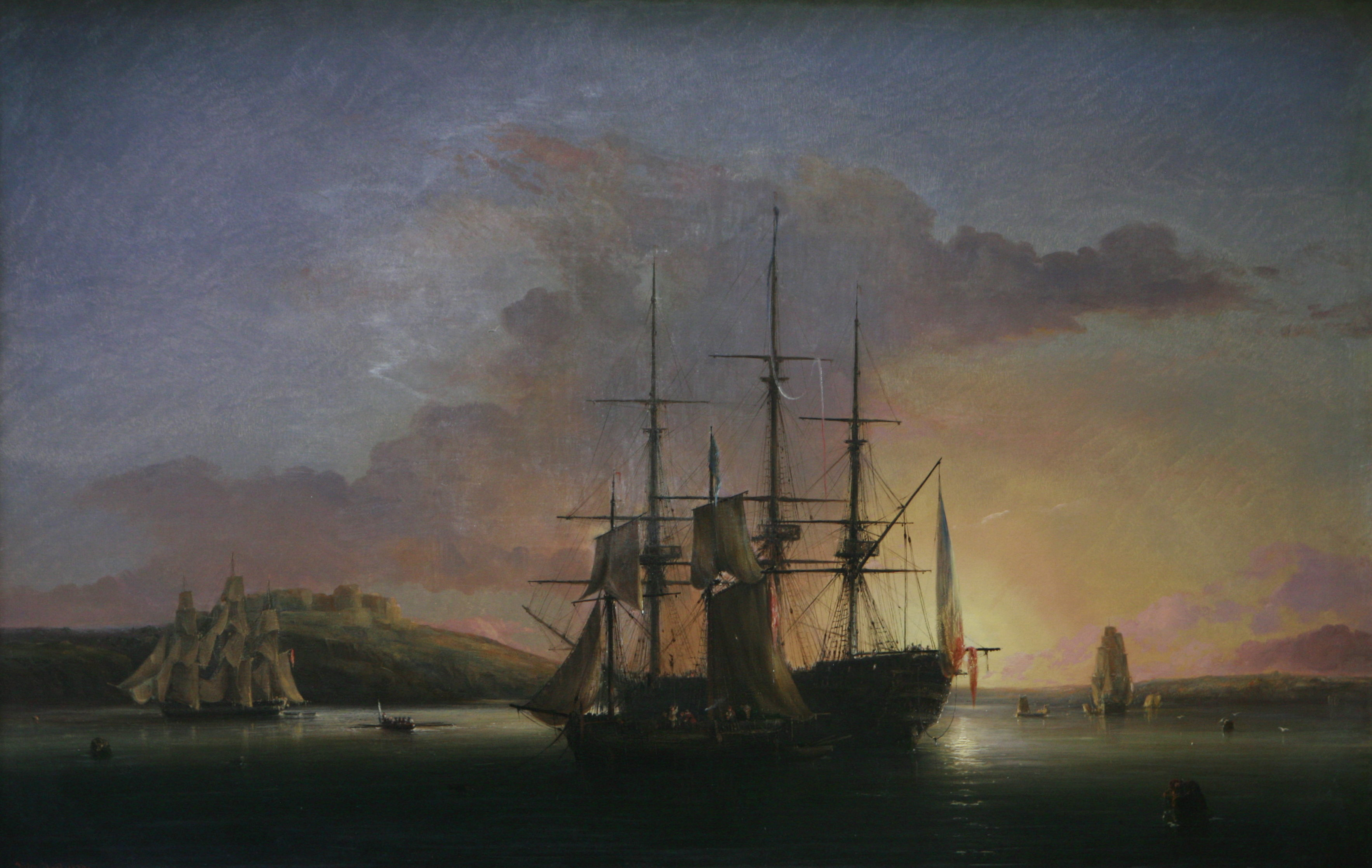
Jules Noël : Voiliers à l'aube en rade de Brest.
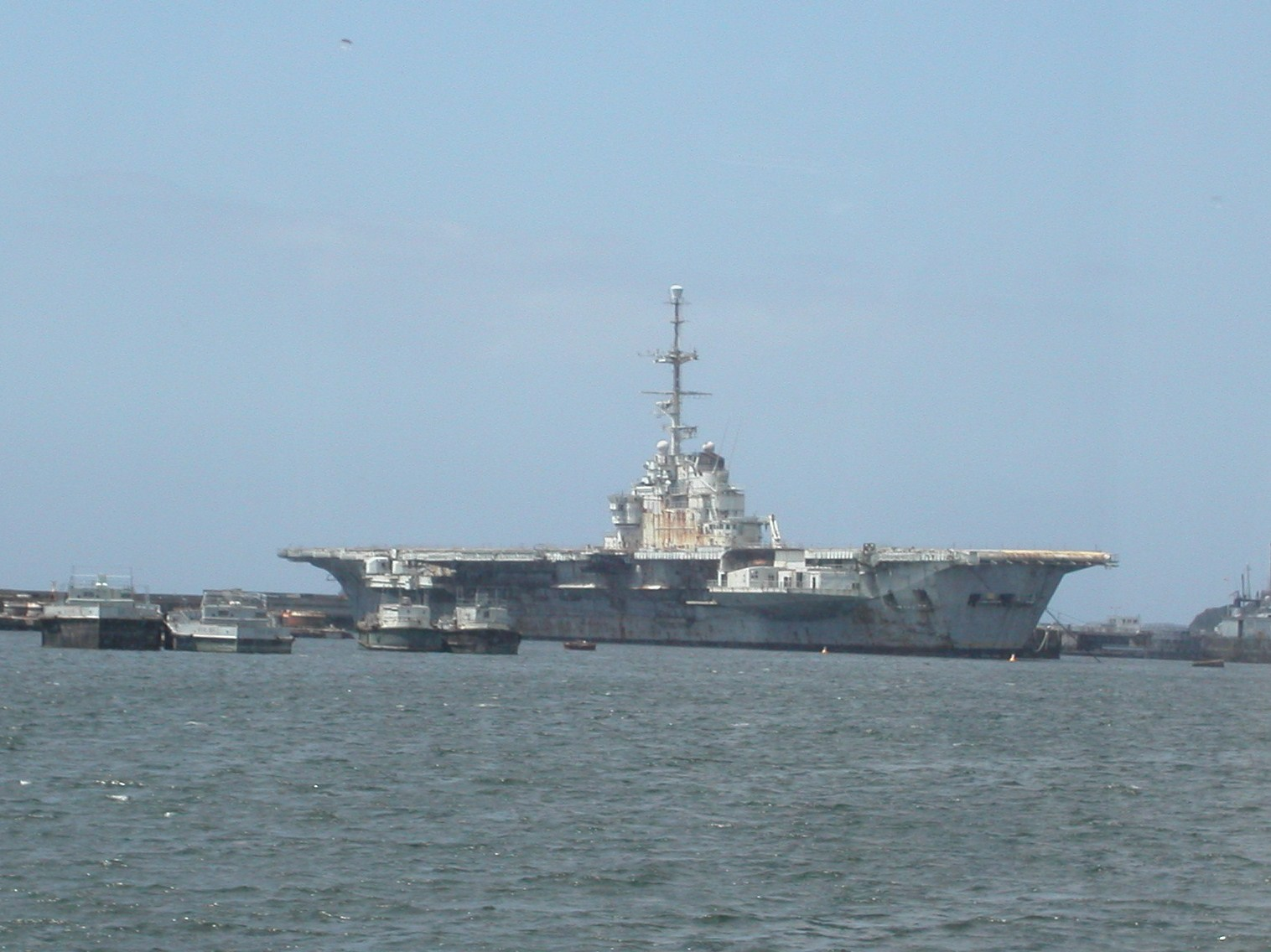
L'ex-porte-avion Clemenceau en attente de démantèlement (2008).

## Importance économique passée

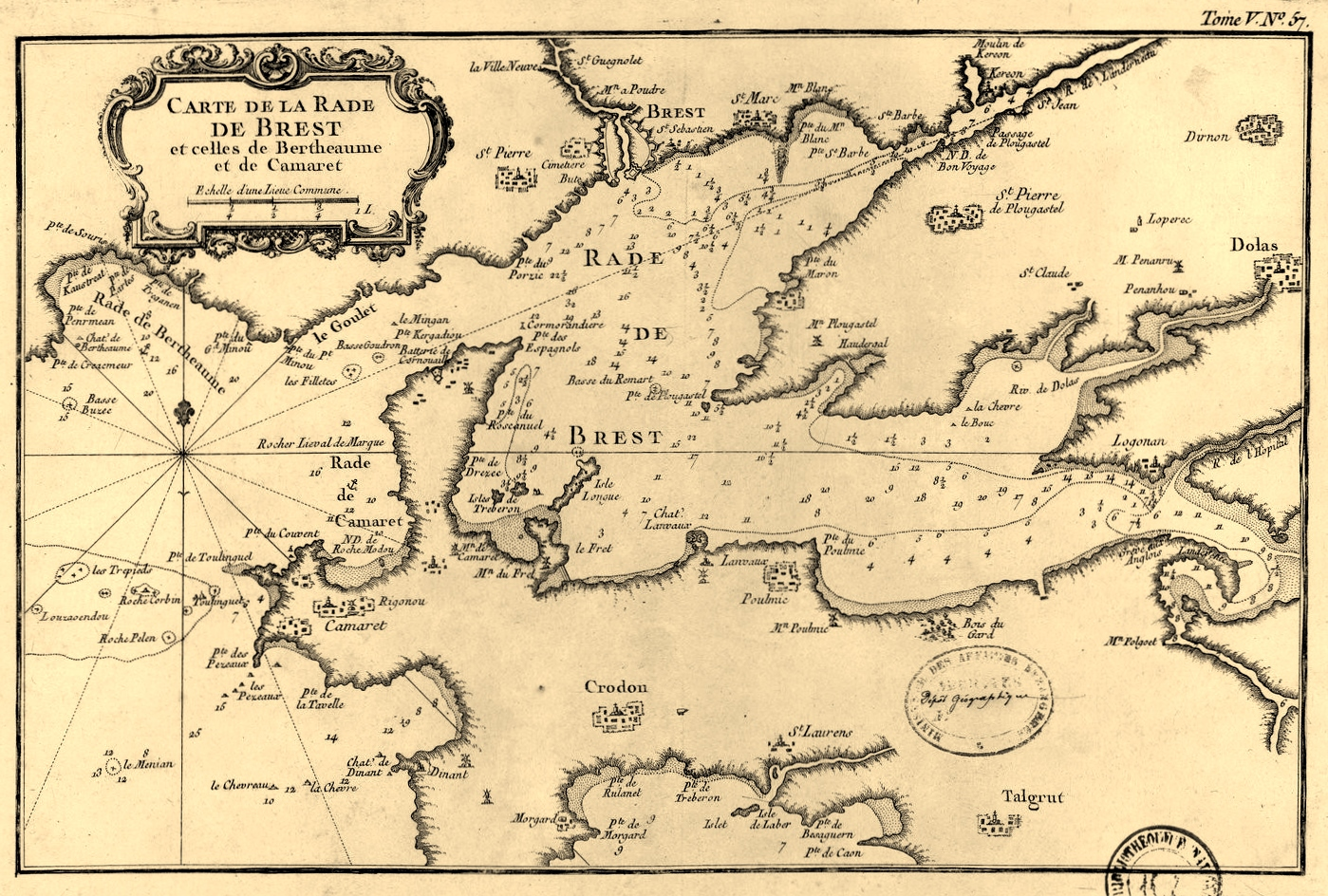
Jacques-Nicolas Bellin : carte de la rade de Brest et celles de Bertheaume et Camaret (1764).

De nombreux ports sont installés depuis longtemps sur le pourtour en particulier dans les estuaires, et plus précisément les fonds d'estuaires qui étaient le lieu d'échange des charges routières et maritimes. Landerneau, au fond de la ria de l'Elorn, en a tiré une grande richesse dès le Moyen Âge, étant encore, en 1790, la deuxième ville la plus riche du département naissant (après Morlaix), et disputant le titre de chef-lieu à Quimper.
Brest n'était alors qu'un port militaire qui offrait peu de place dans le maigre estuaire de la Penfeld aux rares bateaux de commerce. Ce n'est qu'au milieu du XIXe siècle que le remblaiement de la plage de Porstrein permettra de créer des quais utilisant des tirants d'eau exceptionnels allant jusqu'à 20 mètres. On a d'ailleurs envisagé vers 1975 de créer un port spécifique aux énormes pétroliers géants sur la presqu'île de Plougastel.
Châteaulin, situé dans l'estuaire le plus long, celui de l'Aulne a également été un lieu commercial très actif, car situé sur un carrefour sur un axe routier majeur reliant le Nord au Sud et ouvert sur de vastes territoires ruraux dans chaque direction.

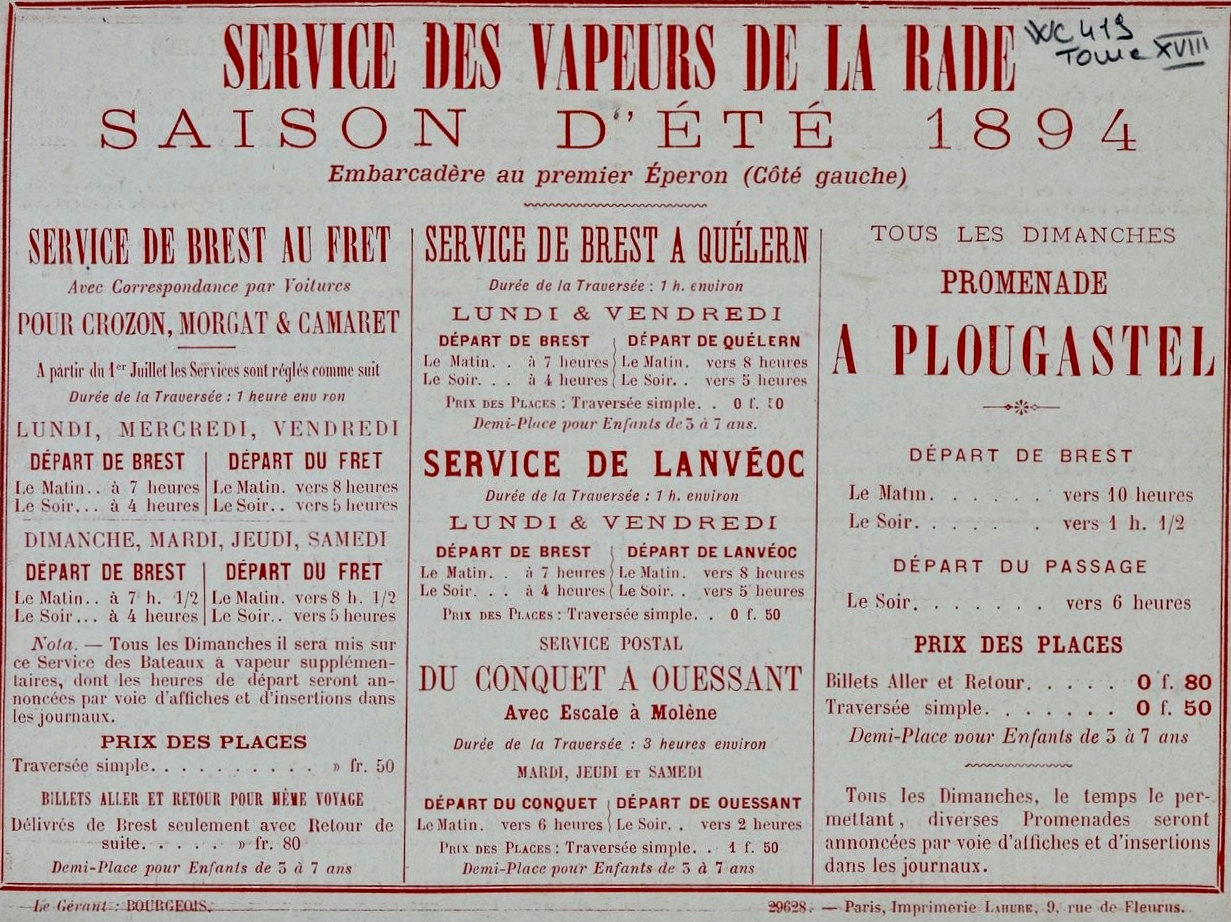
Le programme des promenades maritimes en rade de Brest (année 1894).

L’Annuaire de Brest décrit ainsi en 1840 le service de la rade :

« [Pour la rade], les chaloupes partent de la cale aux vivres, à Recouvrance, le lundi et le vendredi de chaque semaine, de 2 h à 4 h du soir (…) ; le prix du passage ne s'élève pas au-dessus de 50 centimes. Elles se rendent aux lieux suivants : la côte de Plougastel depuis Saint-Jean, L'Hôpital, Daoulas, Le Faou, Landévennec, Lanvéoc, Le Fret, Rostellec, Quélern, Roscanvel, Camaret. Elles partent des mêmes lieux pour Brest, le lundi et le vendredi, de 4 à 5, 6, 7 ou 8 heures du matin. »

Des naufrages survenaient : par exemple le 25 décembre 1789 une gabare qui allait de Brest au Faou fit naufrage en Rade de Brest, ce qui provoquait la noyade de 28 personnes, dont 21 ouvriers de la paroisse de Hanvec qui rentraient dans leur famille pour la fête de Noël.
Les petites villes de Daoulas et du Faou gardent aussi les traces bâties d'un important trafic commercial médiéval sur leurs estuaires propres. Les ports de Crozon et de Lanvéoc sont directement sur le rivage, mais ont été les points d'appui d'un important et ancien trafic de cabotage pour lequel des bateaux de charge à voile ont été développés. Ce cabotage bénéficiait donc de nombreux lieux d'atterrage d'une grande sécurité sur une très vaste superficie. Les produits transportés étaient essentiellement des produits agricoles et des matériaux de construction (pierre à bâtir, sable, maërl, chaux, bois) et ce trafic a été stimulé par l'ouverture du canal de Nantes à Brest en 1858 en permettant à des péniches de remonter et descendre dans tout le centre de la Bretagne.

Le transport des passagers complétait les charges, car, à la belle saison, il permettait d'éviter de longs déplacements sur des routes souvent de mauvaise qualité. Le 24 avril 1841 la compagnie Bouët inaugure un service régulier de passagers reliant Brest à Port-Launay avec escales à Lanvéoc, Landévennec et Dinéault. La première liaison maritime Brest-Morgat avec visite des grottes a lieu le 22 mai 1841. Pendant le Second Empire plusieurs compagnies concurrentes desservent depuis Brest les différents ports de la presqu'île de Crozon. En 1894 est fondée la Société anonyme des Vapeurs Brestois qui organise des sorties dominicales vers Le Fret, Roscanvel, Camaret, etc. et l'été assure un service régulier vers Morgat et Douarnenez trois fois par semaine.

## Aspects économiques actuels

### Transports
Un service de transport de la Marine nationale existe pour les personnels entre l'arsenal de Brest et l'Île Longue.
Un service commercial propose des liaisons entre le port de commerce de Brest et Le Fret, et des promenades dans la rade, l'arsenal, ou vers Camaret.

### Pêche
La pêche a, autrefois, animé les ports et une criée modeste pour les bateaux hauturiers existe à Brest, mais c'est la coquille Saint-Jacques qui est le produit le plus en vue, car pêchée par une cinquantaine de bateaux ayant obtenu une licence. Il arrive que la pêche ne soit pas autorisée pendant une saison ou une partie, car des toxines sont présentes dans les crustacés.

## Communes de la rade

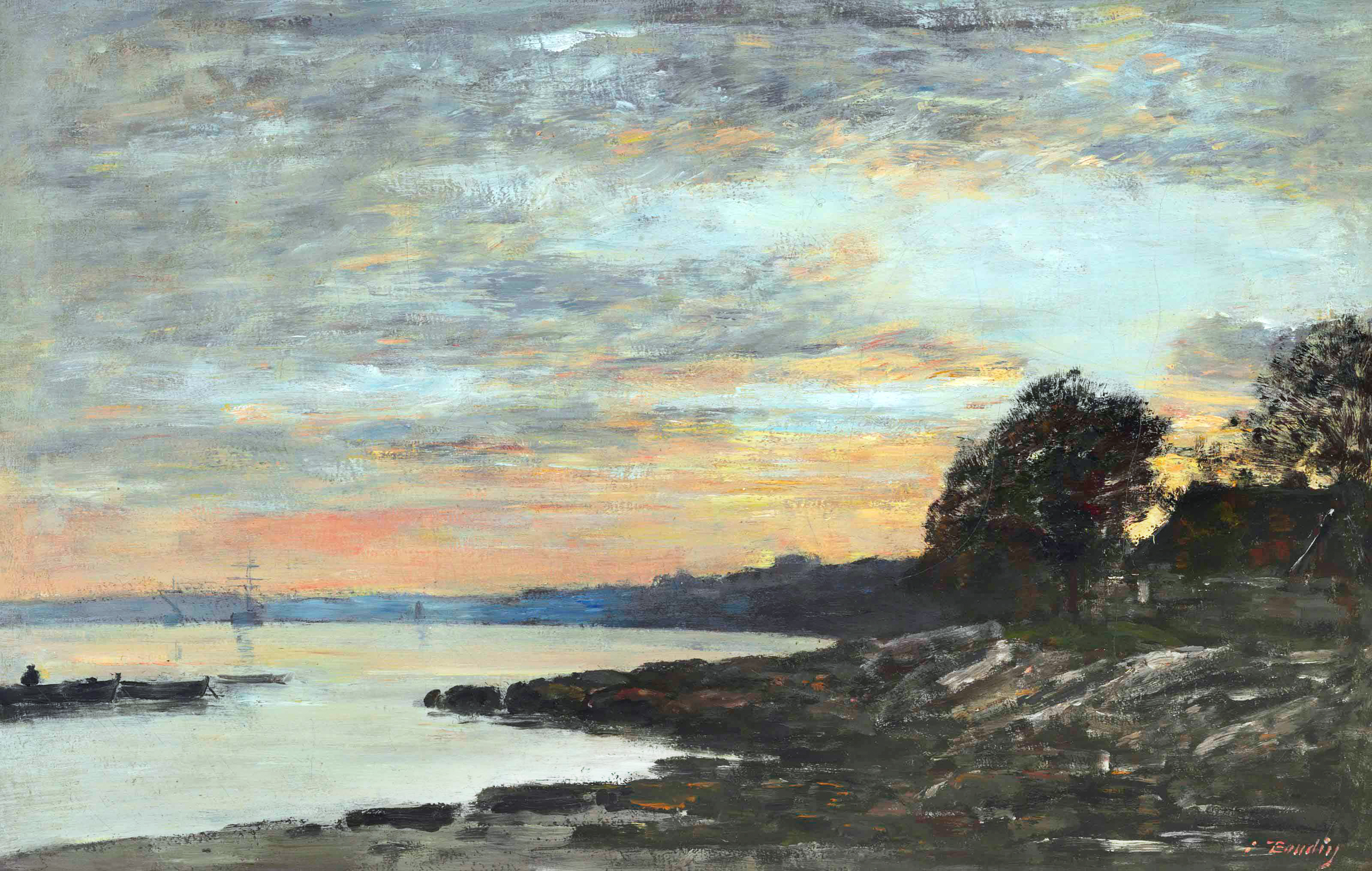
Rade de Brest, baie de Camfrout, quai des Kerhors,
Eugène Boudin, 1871.
Collection privée, vente 2016.

- Daoulas, Irvillac, Plougastel-Daoulas, Hanvec, Logonna-Daoulas, Saint-Eloy, L'Hôpital-Camfrout, Loperhet, Saint-Urbain ;
- Le Faou, Rosnoën, Lopérec, Pont-de-Buis-lès-Quimerch ;
- Dirinon, Plouédern, La Forêt-Landerneau, Saint-Divy, Landerneau, Saint-Thonan, Pencran, Trémaouézan ;
- Guipavas, Le Relecq-Kerhuon ;
- Argol, Lanvéoc, Camaret-sur-Mer, Roscanvel, Crozon, Telgruc-sur-Mer, Landévennec ;
- Brest ;
- Plouzané

## Environnement
Le portail de la RADE (Réseau d'Acquisition de Données Environnementales) de Brest a pour but d'informer le public sur la problématique de la qualité des eaux douces et marines de la rade de Brest et de ses bassins versants, de leur surveillance, mais aussi des plans d’action (les SAGE) et programmes de travaux qui s’y sont déroulés ou qui s’y mettent en place.

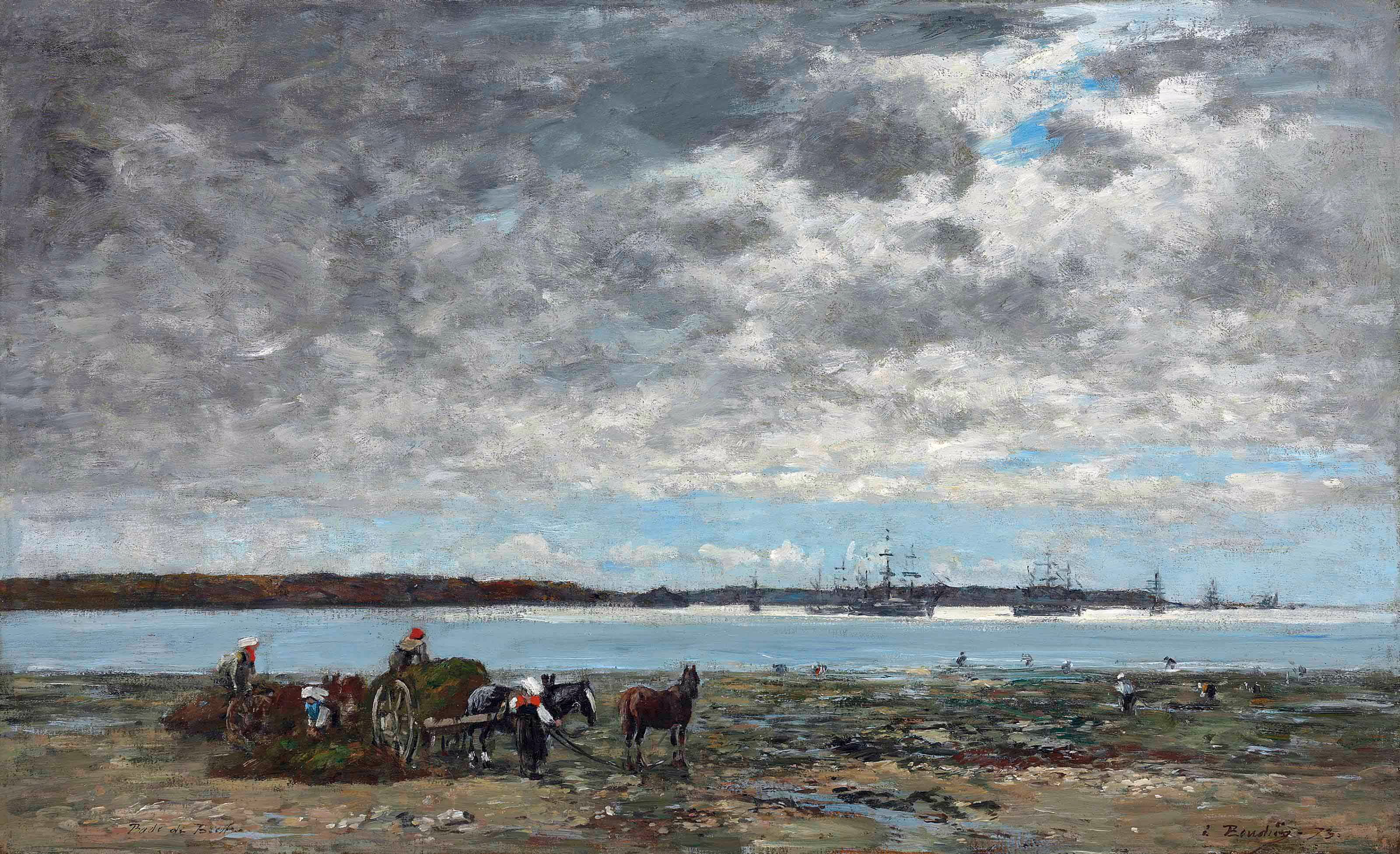
Brest, la rade, récolte du varech,
Eugène Boudin, 1873.
Collection privée, vente 2017.

La rade abritait autrefois en raison de sa configuration une grande diversité d'habitats naturels, une productivité biologique et une biodiversité très élevée. Elle comprend encore des sites d'importance communautaire européenne pour les oiseaux, plusieurs réseaux d'habitats et de corridors biologiques sous-marins et littoraux importants, qui ont été très affectés par les activités humaines pour la partie nord-ouest, mais qui ont justifié le classement d'environ la moitié de la rade en zone Natura 2000.
Au delà des dépôts sur les plages de marée verte en Bretagne, on découvre une extension du phénomène. La qualité des eaux de la rade de Brest se dégrade et on constate la prolifération d'algues vertes dans les fonds marins. Les conséquences sont catastrophiques pour l'écosystème où l'on observe une mortalité plus importante des espèces et une destruction des habitats.
Une étude a porté sur l'incidence des cancers des enfants (de 1991 à 2005) autour de la rade, en raison de la proximité d'une base de sous-marins. Un excès d’incidence des leucémies existe dans le Finistère, dû à un excès en 2000-2001 à Brest (qui évoque une cause environnementale ponctuelle dans le temps), sans qu'on ait pu l'associer aux sites nucléaires de défense. L'incidence de tous les cancers (hors leucémie) a également augmenté sur la totalité du Finistère de 1999 et 2004, mais pas localement, ni dans la rade de Brest ni à Brest.

### Faune maritime
La rade de Brest abrite une faune diverse : poissons (vieille, cténolabre, tacaud, etc.), coquillages (coquilles Saint-Jacques, pétoncles), crustacés (homard, langouste), et même mammifères (dauphins, phoques).

### Herbiers
La rade abrite encore quelques petits herbiers de zostères (équivalents atlantiques des posidonies de Méditerranée). Ces prairies sous-marines sont peu profondes, l'une d'elles à Kernisi découvre même à marée basse, ce qui est devenu exceptionnel dans le Finistère. Les ancres et leurs chaînes ainsi que les corps-morts et certains matériels de pêche dégradent ces herbiers.
Les zostères sont à la fois abri, zone de frayère et de nutrition, nourricerie pour de nombreuses espèces, constituant un habitat irremplaçable pour certaines et alimentant la laisse de mer. Elles sont notamment l'habitat exclusif de l'hippocampe, qui régresse à la même vitesse que les herbiers.

### Maërl
Le maërl est une petite algue riches en calcaire encroûtant dont l'extrémité rose est la seule partie vivante. Il était autrefois récolté comme engrais et amendement pour les fameuses fraises de Plougastel et Daoulas. Ces algues fabriquent lentement des récifs épais de plusieurs dizaines de mètres, constitués de carbonate de calcium, constituant un puits de carbone depuis l’ère secondaire.
Les bancs de maërl, comme les herbiers de zostères sont un habitat irremplaçable pour de nombreux invertébrés, crustacés et poissons marins qui y trouvent aussi une nourriture abondante. Jouant une fonction comparable aux récifs coralliens des mers chaudes, ils abritent une biodiversité exceptionnelle.
Le maërl est hélas menacé par l'extension rapide d'une espèce invasive, la crépidule (Crepidula fornicata), gastéropode marin involontairement introduit par l'homme en rade de Brest depuis la façade atlantique de l'Amérique du Nord, essentiellement à l'occasion du débarquement américain et de l'apport de l'huître pour la culture. Le dragage et l'extraction affectent la partie haute du banc, la plus riche. Il est possible que depuis une centaine d'années environ, ces bancs aient aussi contribué à fixer certains polluants (plomb notamment), de manière significative.

### Pollutions
La richesse et la diversité écologique de la Rade est diminuée par une forte exploitation passée de certaines ressources, et par sa forte anthropisation et des séquelles industrielles, militaires, agricoles, qui explique une présence de nombreux polluants. Parmi les polluants majeurs figurent divers métaux lourds, et en particulier le tributylétain ou TBT, un biocide issu des antifoulings. Ce produit est aujourd'hui interdit, mais, rémanent, il reste très présent dans les sédiments et certains organismes aquatiques. Les produits qui le remplacent sur les petits bateaux, dont le Diuron et l'Irgarol posent également problème, et ont été mesurés en quantités non négligeables dans la rade par l'Ifremer en 2003-2004.
La rade est également victime des séquelles de guerre et en particulier des séquelles des vagues de pollutions que la rade a connues lors de la Première ou de la Seconde Guerre mondiale (1939-1945). Les pollutions relictuelles liées aux munitions immergées ou non explosées peuvent s'aggraver avec les premières fuites massives, que les experts prédisaient dans les années 2000-2010[réf. nécessaire].
Une thèse en biologie marine basée sur des observations in situ a étudié la contamination de la rade (eau de surface, sédiment de la zone subtidale et biote) par les microplastiques, tout en cherchant évaluer leurs effets de « vecteurs » bactériens et de contaminants chimiques. Ce travail a montré en 2017 que toute la rade était alors contaminée par les microplastiques (avec des concentrations allant de 0,24 ± 0,35 à et 0,97 ± 2,08 (moyenne ± écart-type). Dans l'eau de surface et le sédiment de la rade, on trouve plutôt des micro-fragments de polyéthylène, de polypropylène et de polystyrène), avec pour les plastiques flottants une répartition qui semble à la fois expliquée par l'urbanisation plus dense du nord de la rade, et par les marées et courants. Chez les bivalves, les moules en contiennent 0,01 ± 0,04, les coques 8 fois plus (0,08 ± 0,34). Ces taux semblent relativement bas, mais ces chiffres sont, au moins en partie, expliqués par l'exclusion des fibres par le protocole d'étude. Des polluants de type hydrocarbure aromatique polycyclique, polychlorobiphényle et pesticide sont effectivement retrouvés sur les microplastiques flottants, à des taux allant de « non détecté » à 49 763 nanogrammes par gramme de plastique. Ces taux sont du même ordre que les taux de ces polluants des sédiments et dans les bivalves de la rade. Ceci suggère que ces polluants sont bien adsorbés (fortement fixés) sur les plastiques, avec donc probablement peu de risque que ces polluants migrent vers les organismes marins qui ingèrent ce plastique. Cette thèse a aussi montré que les microplastiques flottants transportent des communautés bactériennes nettement différentes de celles retrouvées dans l'eau de mer à proximité.

## Bateaux traditionnels
Les fêtes maritimes de Brest ayant lieu tous les quatre ans depuis 1992 ont été l'occasion de rassemblements de nombreux « vieux gréements » qui évoluent en rade de Brest.

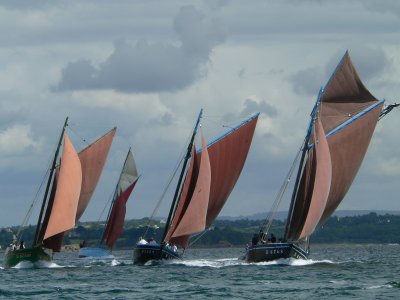
Tinduff août 2005, lors du Challenge des coquilliers de la rade de Brest, de gauche à droite : Sav Heol, Saint Guénolé, La Bergère de Domrémy et Général Leclerc.
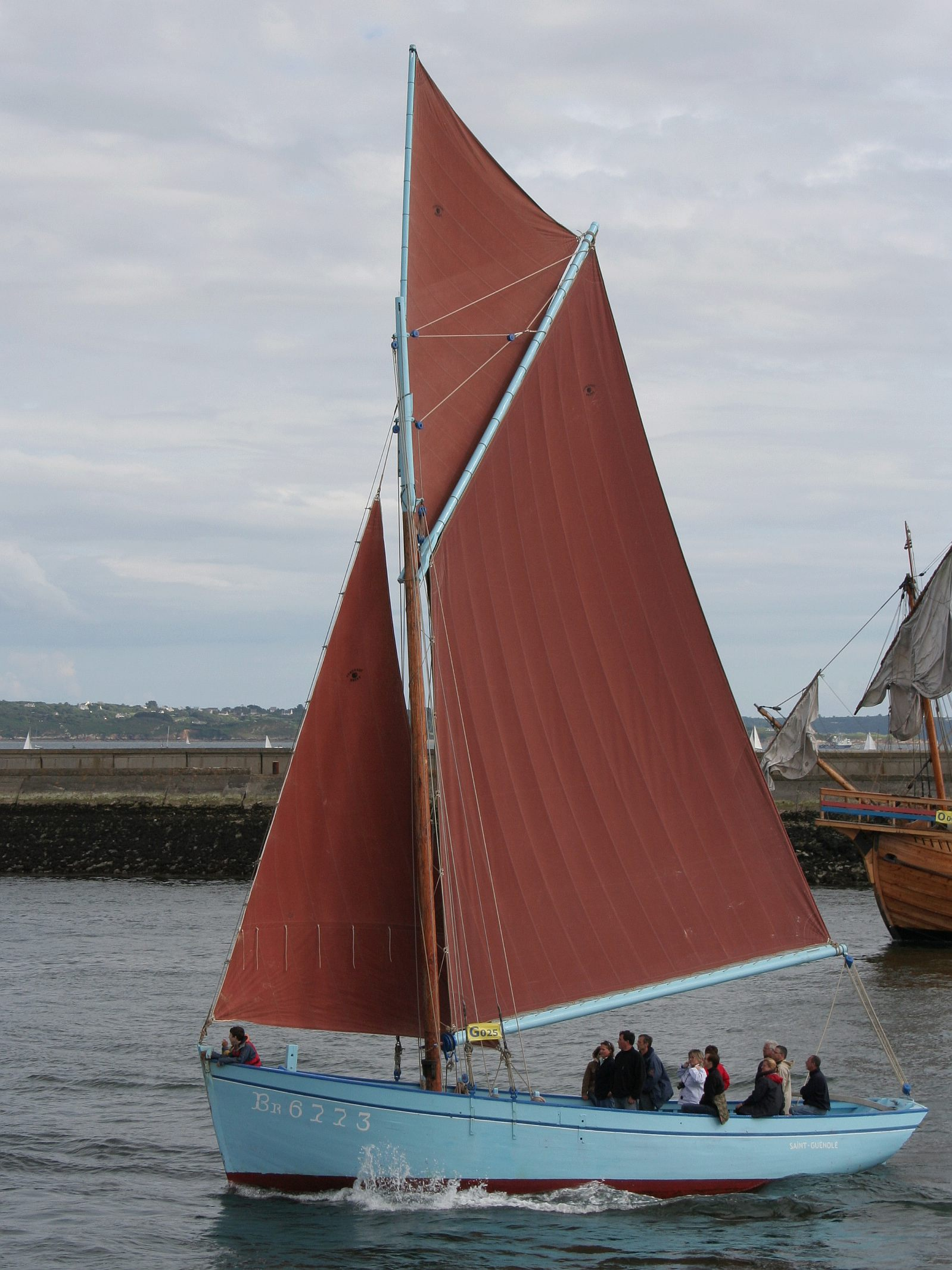
Le sloop coquillier Saint Guénolé.
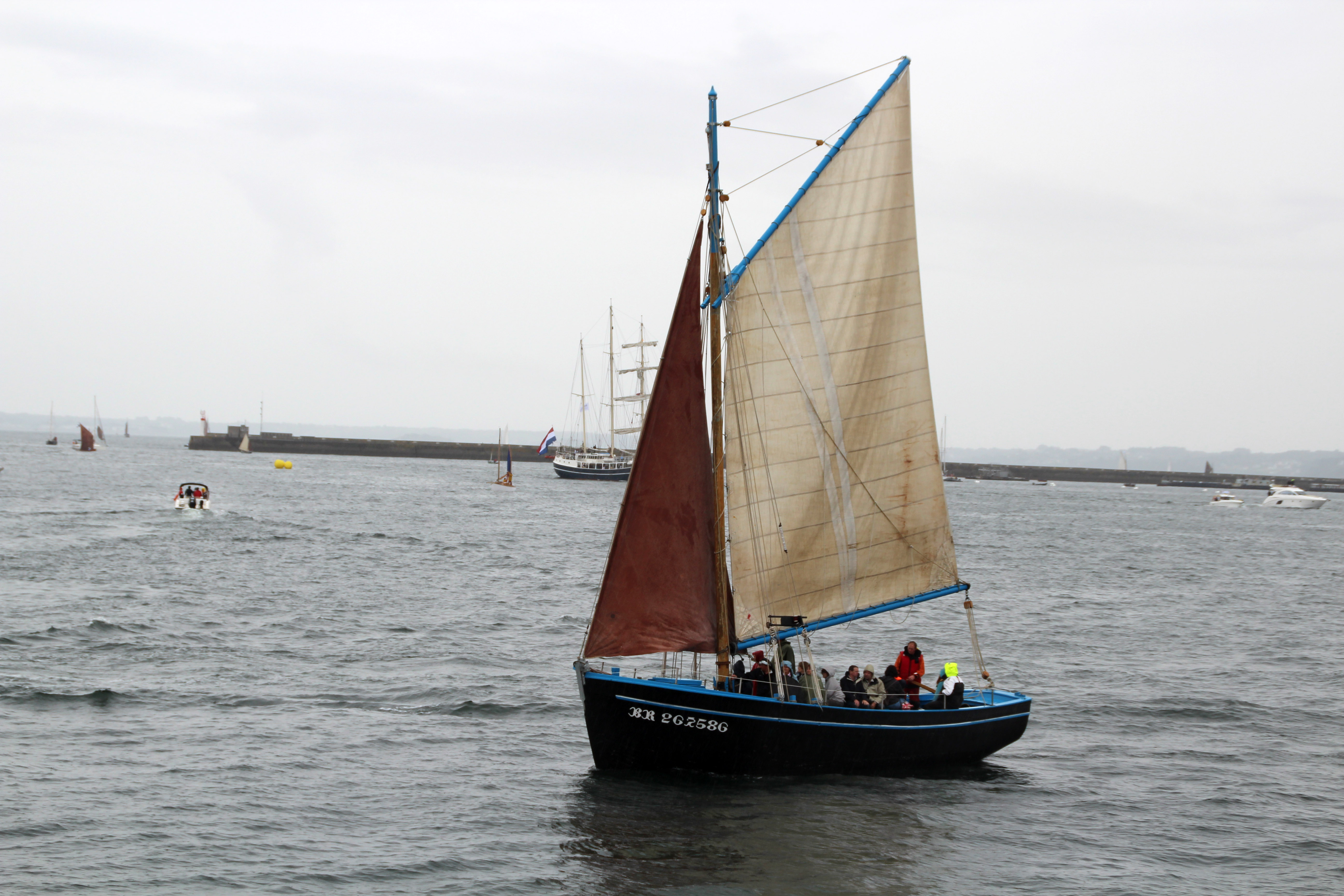
Loch Monna (coquillier).

## Légende
La « Légende des Sept-Saints » concerne sept enfants qui auraient erré en rade de Brest de Landévennec, au Faou et à Daoulas, et seraient parvenus jusqu'à Brest. La première paroisse de Brest leur fut consacrée (paroisse des Sept-Saints).